# Nový Dvůr
Nový Dvůr (en allemand : Neuhof) est une commune du district de Nymburk, dans la région de Bohême-Centrale, en République tchèque. Sa population s'élevait à 73 habitants en 2018.

## Géographie
Nový Dvůr se trouve à 7 km au nord-est de Nymburk et à 52 km à l'est-nord-est de Prague.
La commune est limitée par Oskořínek à l'ouest et au nord, par Hrubý Jeseník au nord-est, par Vestec à l'est et par Chleby au sud.

## Histoire
La première mention écrite de la localité date de 1790.

## Transports
Nový Dvůr se trouve à 10,5 km de Nymburk et à 67 km de Prague.